# Meselson–Stahl-kísérlet
A Meselson–Stahl-kísérlet genetikai kísérlet a DNS-kettőződés (replikáció) mechanizmusának elvi működésére vonatkozóan, melyet 1958-ban Matthew Meselson és Franklin Stahl folytatott le és publikált.

## Háttere
James D. Watson és Francis Crick ismerve az általuk korábban leírt DNS struktúrát, feltételezte, hogy a replikáció csak szemikonzervatív módon mehet végbe. Vagyis a DNS kettős szál széttekeredik, a szülői DNS-szálak templátként szolgálnak az utódszálak szintéziséhez, majd mindegyik következő generációban a replikálódó DNS-duplex egy szülői és egy újonnan szintetizálódott szálat fog magában foglalni. Egy másik elképzelés szerint – a konzervatív modell alapján – a szülői és az utódszálak is egy-egy külön DNS-duplexet alkotnak.
Amikor a feltevés napvilágot látott, meglehetősen kevés technológiai feltétel állt rendelkezésre, amely támogathatta volna a jelenség kísérletes bizonyítását. 1957-ben Meselson, Stahl és Jerome Vinograd kifejlesztettek egy sűrűség-gradiens elvén alapuló centrifugálási technikát, amely molekulákat jól el tud különíteni igen kis sűrűség-különbség alapján is. Az eszköz az általuk felvetett gondolatmenetet támogatta, annak bizonyítására, hogy a replikáció mely mechanizmussal zajlik le.

### Sűrűség-gradiens ultracentrifugálás
Nagy centrifugális erők hatására a cézium-klorid-molekulák (CsCl) disszociálnak. A nehéz céziumatomok a felszíni rétegek felől a mélyebb helyekre jutnak, a kloridionok ellentétes irányban. Ennek megfelelően egy a felszíni réteg felől egy relatíve meredek gradiens jön létre és az oldatban szuszpendált részecskék, magas (104–105 g) hatására sűrűségüknek megfelelő szinten helyeződnek. Több százezer g gyorsító potenciál esetén már a riboszómák, vagy más nagyméretű fehérjék is kiülepíthetők. Az ülepítésnél természetesen nem csak a részecske tömegét (sűrűségét) veszik figyelembe – amely egyenesen arányos az ülepedés sebességével –, hanem a térfogatát is, ugyanis adott részecske ülepedési sebessége annak négyzetével arányos. Az alábbi táblázat néhány sejt és organellum sűrűségét tartalmazza.
| Biológiai anyag            | Sűrűség (g/cm³) |
| -------------------------- | --------------- |
| Prokarióta sejtek          | 1,05–1,15       |
| Emlőssejtek                | 1,04–1,10       |
| Organellumok               | 1,10–1,60       |
| Fehérjék                   | 1,30            |
| Dezoxi-ribonukeinsav (DNS) | 1,70            |
| Ribonukleinsav (RNS)       | 2,00            |

## A kísérlet

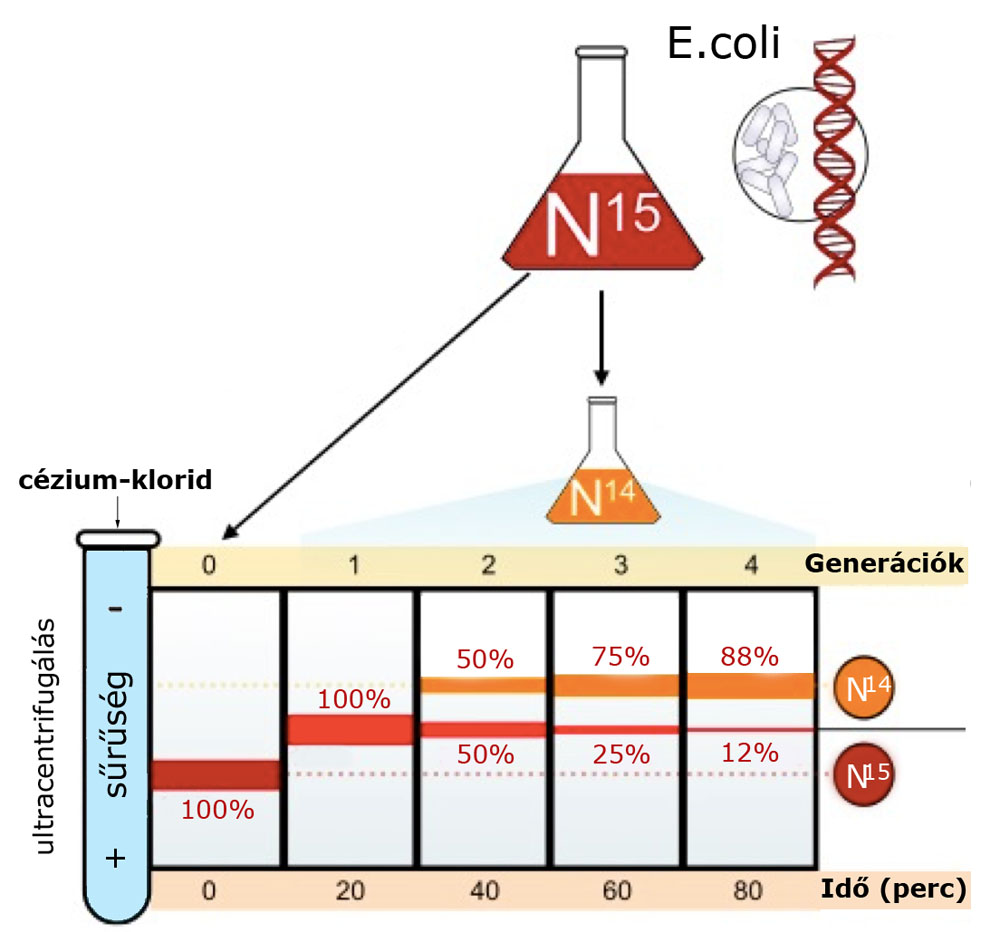
Meselson-Stahl kísérlet szemléltető ábrája (leírást lásd a szövegben)

Az elmélet az volt, hogy valamilyen módszerrel jelölni lehessen a DNS-t, a választásuk a DNS-ben előforduló (a pirimidin és purinbázisok vázában) nitrogénre esett, melynek ismert volt egy normál atomtömegű és egy nehéznitrogén izotóp változata is. Ugyanis, ha a kísérlet alanyát képző E. coli baktériumokat normál nitrogént tartalmazó táptalajon nevelünk, annak DNS-e a centrifugacsőben a cső felszíni részében fog elhelyezkedni, azonban ha nehéznitrogént tartalmazón, ebben az esetben valamivel mélyebben.
Meselson és munkatársai E. coli-kultúrát hosszabb ideig  nehéznitrogén táptalajon nevelt, ekkor biztos volt, hogy a mikrobák DNS-e nehéznitrogént tartalmazott. Ezek után a kultúrát áttették normál nitrogént tartalmazó táptalajra. Hogy a replikáció módját ellenőrizni tudják, ismerni kellett a szóban forgó baktérium szaporodásfiziológiáját, mindenekelőtt az egymás után történő osztódások periodicitását tekintve. Mintát vettek az első, második, majd harmadik generációból is, centrifugálták, izolálták a DNS-üket, amely azt mutatta, hogy az első generációban a DNS minta a nehéz és a könnyű sávok között ülepedett ki, a második generációban egy könnyű és egy köztes DNS-nek megfelelő sávot kaptak, a harmadikban a könnyű DNS sávja sokkal szélesebbnek bizonyult. Ez kiváló igazolást adott a szemikonzervatív feltételezésre, melyet már az első generáció eredményei is mutattak.

## A kísérlet összegzése
Meselson és Stahl kísérlete tehát nem csupán egy igen fontos biológiai jelenségre adott magyarázatot, hanem ezzel együtt egy azóta is széleskörűen használt technológiai eljárás megalkotását is magával hozta. A megoldás szép példája annak, hogy egy adott felmerülő problémára a lehető legalkalmasabb metódust alkalmazzuk megoldásként.